# Малая Озёрная улица (Санкт-Петербург)
Ма́лая Озёрная улица — улица в Выборгском районе Санкт-Петербурга. Проходит от Большой Озёрной до Большой Озёрной улицы в исторических районах Озерки и Шувалово.

## История
Название улицы известно с конца XIX века. Оно связано с Большой Озёрной улицей и Суздальскими озёрами.

## Пересечения
Обоими своими концами Малая Озёрная улица примыкает к Большой Озёрной улице.

## Транспорт
Ближайшая к Малой Озёрной улице станция метро — «Озерки» 2-й (Московско-Петроградской) линии (около 700 м по прямой от начала улицы).
Движение наземного общественного транспорта по улице отсутствует.
Ближайшая к Малой Озёрной улице железнодорожная платформа — Озерки (около 400 м по прямой от конца улицы).